# Finnegan's Hell

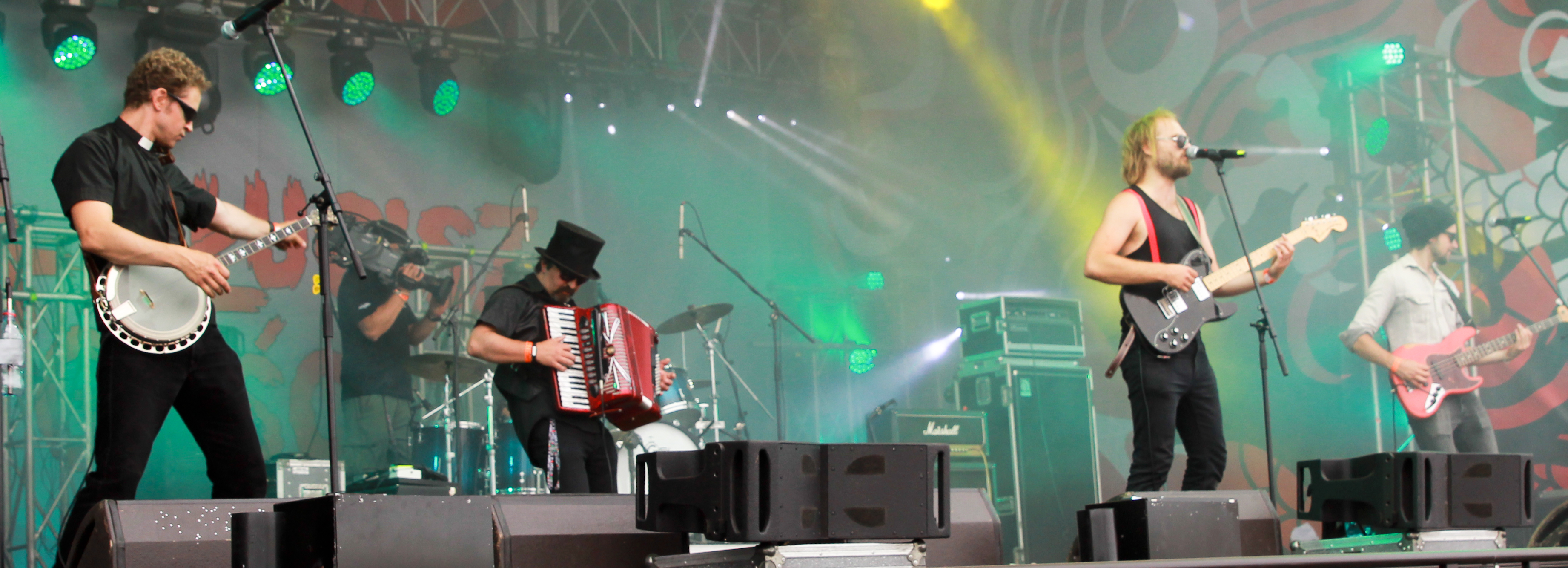
Finnegan's Hell, Przystanek Woodstock (Hållplats Woodstock) 2015

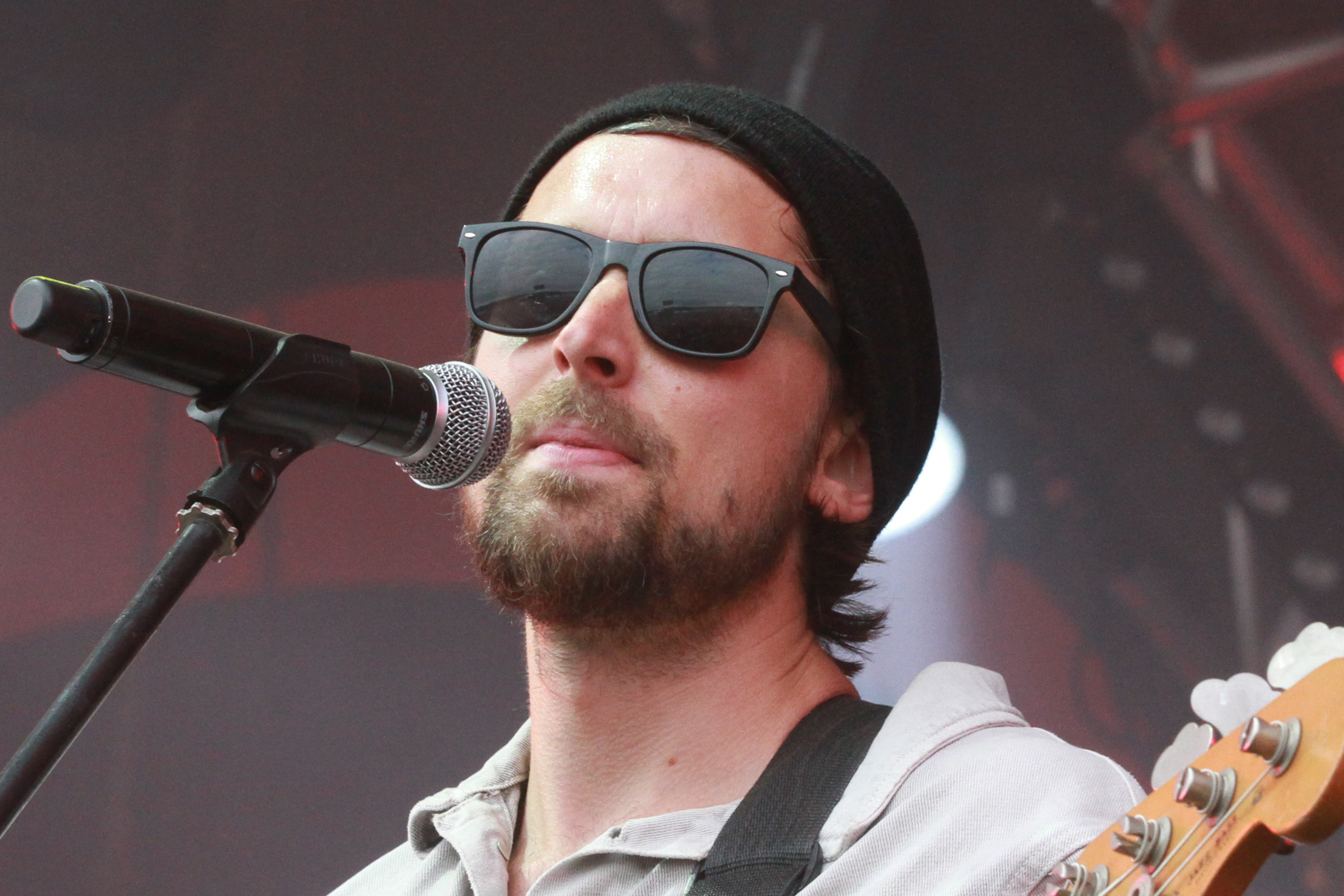

Finnegan's Hell är en svensk musikgrupp inom genren keltisk punk.
Finnegan's Hell bildades 2010 på grundval av bland annat gruppen "Paddy's Irish Clan". Efter att ha turnerat ett år släppte gruppen sin första EP, "The Molly Maguires" 2011. Året därpå följde "The Boys in Green Will Conquer", ett bidrag till en irländsk tävling om en sång för Europamästerskapet i fotboll 2012. Resultatet beskrevs av The Irish Times som en svårbeskrivlig "blandning av Metallica och The Kilfenora Céilí Band".
Sitt verkliga genombrott fick Finnegan's Hell 2013 med julsingeln "Drunken Christmas", vilken av tidningen Gaffas läsare röstades fram som "årets jullåt".. Videon till "Drunken Christmas" beskrevs av Sydsvenska Dagbladets rockrecensent Håkan Engström som "Keltisk socialrealism, probably the best keltiska realism i hela världen".
Efter att ha skrivit kontrakt med Heptown Records släppte Finnegan's Hell 2014 sitt första fullängdsalbum, Drunk, Sick And Blue. Albumet fick positiva recensioner i Gaffa, Lira Musikmagasin och Västerviks-Tidningen medan exempelvis Värmlands Folkblads recensent var mer negativ.
Gruppens sättning utgörs av gitarr, banjo, tin whistle, bas, trummor och dragspel samt sång. På skiva presenteras bandmedlemmarna endast med smeknamn ("Pabs", "Mick", "San" et cetera)
Förläggare av Finnegan's Hells musik är Sound Pollution.